# Прутський мир

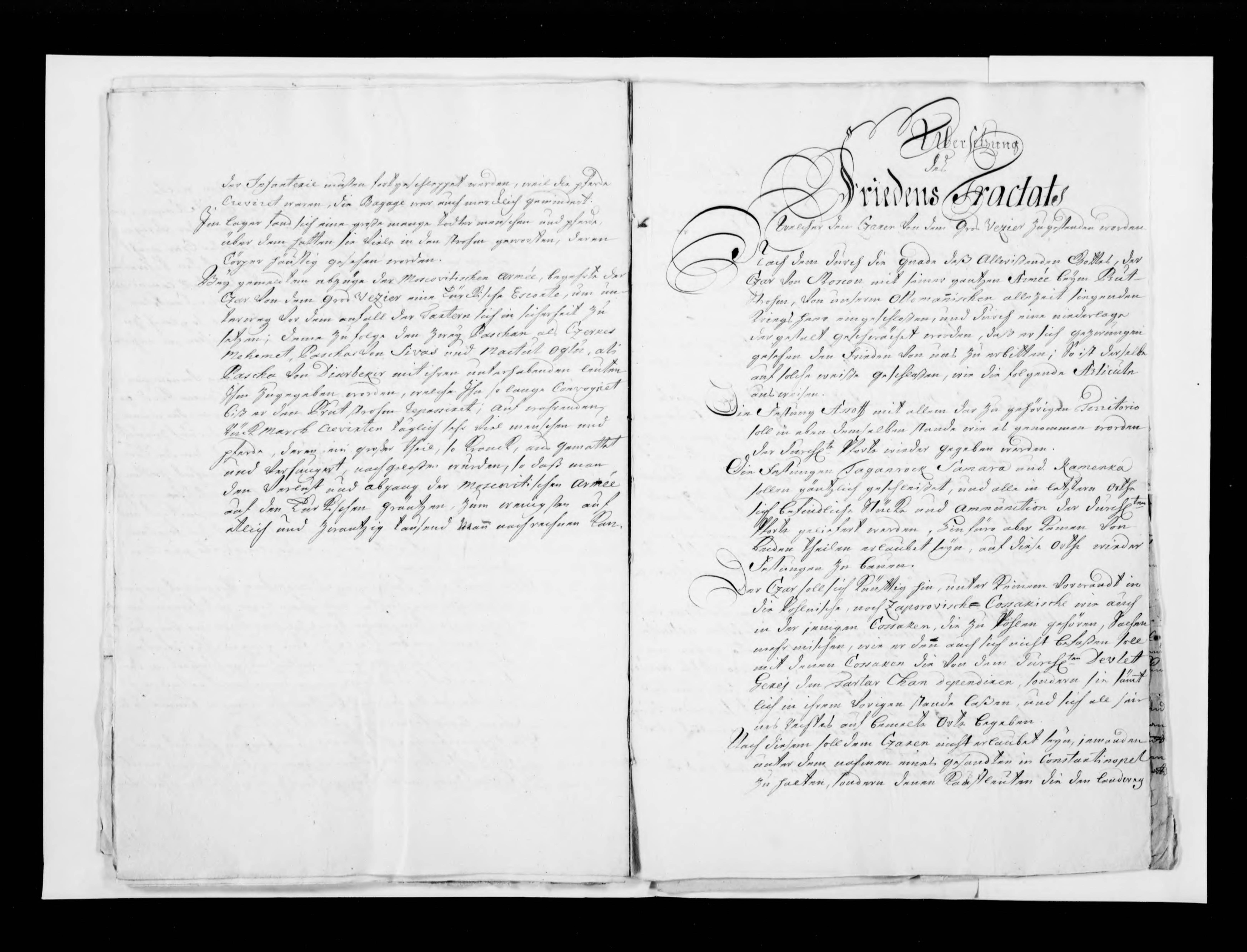
1-ша сторінка оригіналу Прутського мирного договору

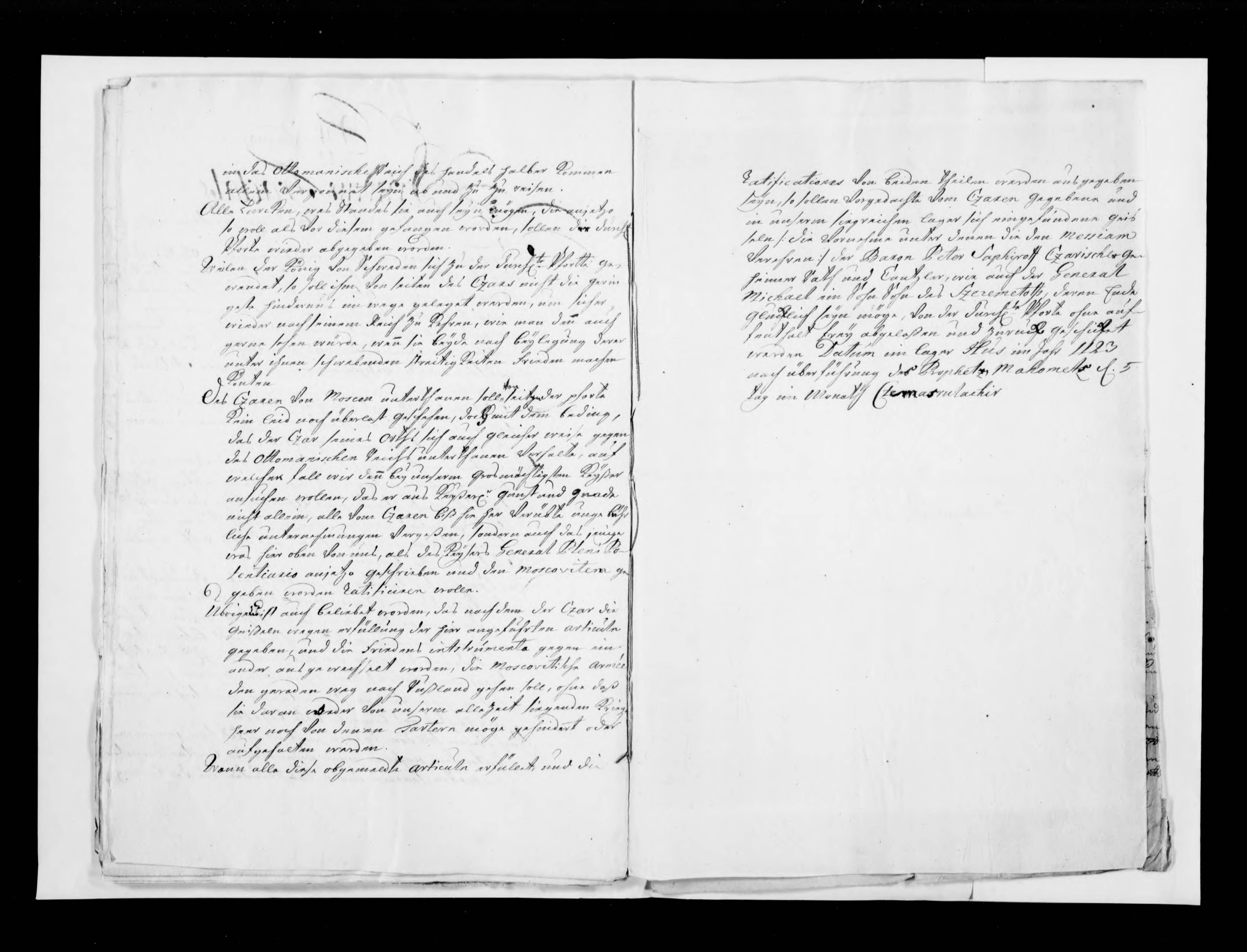
2-3 сторінки оригіналу Прутського мирного договору

Прутський мир — мирна угода підписана 12 (23 липня) 1711 року на березі Пруту неподалік Ясс, між оточеною московською армією на чолі з Петром Першим, та силами союзної коаліції, до якої входили османський султан, кримський хан Девлет II Ґерай, король Шведської імперії Карл XII, гетьман Пилип Орлик та кошовий Кость Гордієнко.

## Передісторія
Див.докладніше: Прутський похід 1711
Восени 1710 року держави Чорноморського регіону об'єдналися для спільної протидії експансії Московського царства на південь. Згодом до союзників приєдналися донські козаки та загони Речі Посполитої на чолі з Юзефом Потоцьким (за іншими даними, Анджеєм Потоцьким[джерело?]).
20 листопада Османська імперія оголосила війну Московському царству. У травні 1711 року очолювана царем Петром I 46-тисячна московська армія, що мала на озброєнні 120 гармат, вирушила через Правобережну Україну до Молдовського князівства. По дорозі московські полки зганяли українське населення на лівий берег Дніпра.
У червні московське військо з'єдналося з п'ятитисячною армією молдовського господаря Дмитра Кантемира і разом з нею рушило правим берегом Прута до міста Ясс. На початку липня туди підійшла армія союзної коаліції. Її основу становили османське військо, яке налічувало 120 тисяч вояків і мало 440 гармат, та сімдесятитисячна татарська кіннота на чолі з Девлет-Гіреєм.

## Генеральна битва
8 липня біля села Станілештів на правому березі Пруту відбулася генеральна битва, а наступного дня московська армія була повністю оточена в урочищі Нові Станілешти і капітулювала. Щоб не потрапити до османського полону, Петро I підкупив великого візира (тобто, османського головнокомандувача), і той погодився на переговори. Вони завершилися 12 липня укладанням мирної угоди.

## Умови миру
За умовами Прутського миру, Московське царство передавало Османській імперії контроль за Азовським ейялетом, Азов і мусило зруйнувати свої щойно зведені фортеці Таганрог, Кам'яний Затон у нижній течії Дніпра та Новобогородицьку у гирлі Самари. Цар зобов'язався припинити втручання у внутрішні справи Речі Посполитої і «вийти геть із земель пов'язаних з Річчю Посполитою козаків, запорожців, а також тих козаків, що перебувають у союзі з найяснішим ханом Криму». Москві навіть заборонялося мати свого посла у Стамбулі. Таким чином, відповідно до цієї угоди Московська держава визнавала юрисдикцію Османської імперії над Військом Запорозьким.
Зі сторони Москви договір підписав граф Борис Петрович Шереметєв.
Після підписання договору великий візир дозволив московській армії вийти з оточення з обозом та гарматами, за що був згодом з наказу султана страчений у Стамбулі.

## Наслідки
Прутській угоді в повному обсязі так і не судилося здійснитися. Пункт документа, де йшлося про долю України, був надто розмитим і поміж османів та московитів зав'язалася дискусія: а чи взагалі зобов'язує Прутський договір московського царя відмовлятися від українських територій? Петро I вимагав, щоб Османська імперія видворила зі своєї території шведського короля і його військо. Османам така дипломатія викручування рук не сподобалася, і назрівала нова війна. Москва, налякана перспективою нових конфліктів, погодилась негайно зруйнувати Таганрог і передати османам Азов.
В 1712 році в Стамбулі відновилися мирні переговори, а з ними — й нові підкупи, результатом яких стало підтвердження Прутського миру та були зроблені правки в угоді. А саме:
- передбачались мирні стосунки між обома країнами на 25 років;
- цар відмовляється не від усієї України, а лише від Правобережної. Московське царство мало протягом трьох місяців вивести війська з Правобережної України і Речі Посполитої;
- Московське царство залишає за собою Київ з навколишніми землями і зобов'язується заборонити козацьким загонам здійснювати походи на Кримське ханство;
- Османській імперії дозволялось спорудити фортецю на Дону між Азовом і Черкаськом.

Ціна зради османів — сто тисяч червінців.
Османська імперія дістала територію, північна межа якої проходила течією Орелі, Дніпром до Крилова і простою лінією до Синюхи. Територія, яку запорожці вважали за свою, опинилася під владою Османської імперії.